# Troubleshooter
Troubleshooter è il terzo EP del girl group sudcoreano Kep1er. Uscito il 13 ottobre 2022 sotto la Wake One Entertainment, è composto da cinque brani, di cui la title track "We Fresh".

## Promozioni
In occasione della pubblicazione dell'album, il 10 ottobre 2022 il gruppo ha organizzato il suo primo fanmeeting, chiamato "2022 Kep1er Fan Meeting 'Kep1anet'", in cui si sono esibite con la quarta traccia dell'EP, "Dreams".

## Tracce
1. We Fresh – 3:15 (testo: KZ, B.O – musica: KZ, Nthonius, Meisobo, B.O)
2. Lion Tamer – 3:02 (testo: Daniel Kim, Frankie Day, Charlotte Wilson, The Hub 88 – musica: Bay (153/Joombas))
3. Downtown – 2:37 (testo: Mirror Boy (220Volt), D.Ham (220Volt), Moon Hanmiru (220Volt), Strongman, Boran – musica: Mirror Boy (220Volt), D.Ham (220Volt), Moon Hanmiru (220Volt), Strongman, Boran)
4. Dreams – 3:22 (testo: Jinli (Full8loom), Moon Yeon (Full8loom) – musica: Glory Face (Full8loom), Harry (Full8loom), Jinli (Full8loom), Moon Yeon (Full8loom), Codename)
5. The Girls (Can't Turn Me Down) (Remastered) – 3:58 (testo: Jeong Ha-ri (153/Joombas), Wwwave (Papermaker) – musica: Harold Philippon, Andy Love (THG/Sony))

Durata totale: 16:14